# Grandes îles de la Sonde
Les Grandes îles de la Sonde, en indonésien Kepulauan Sunda Besar, en javanais Kapuloan Sundha Gedhé, en malais Kepulauan Sunda Besar, en soundanais Kapuloan Sunda Gedé, sont un archipel de l'Asie du Sud-Est faisant partie de l'Insulinde. Elles se partagent entre l'Indonésie, la Malaisie et le Brunei, la majorité des îles se trouvant en Indonésie. Les grandes îles de la Sonde comprennent Sumatra et Java ainsi que des îles proches. On y inclut aussi Bornéo et Célèbes.